# Spårvägsgatan

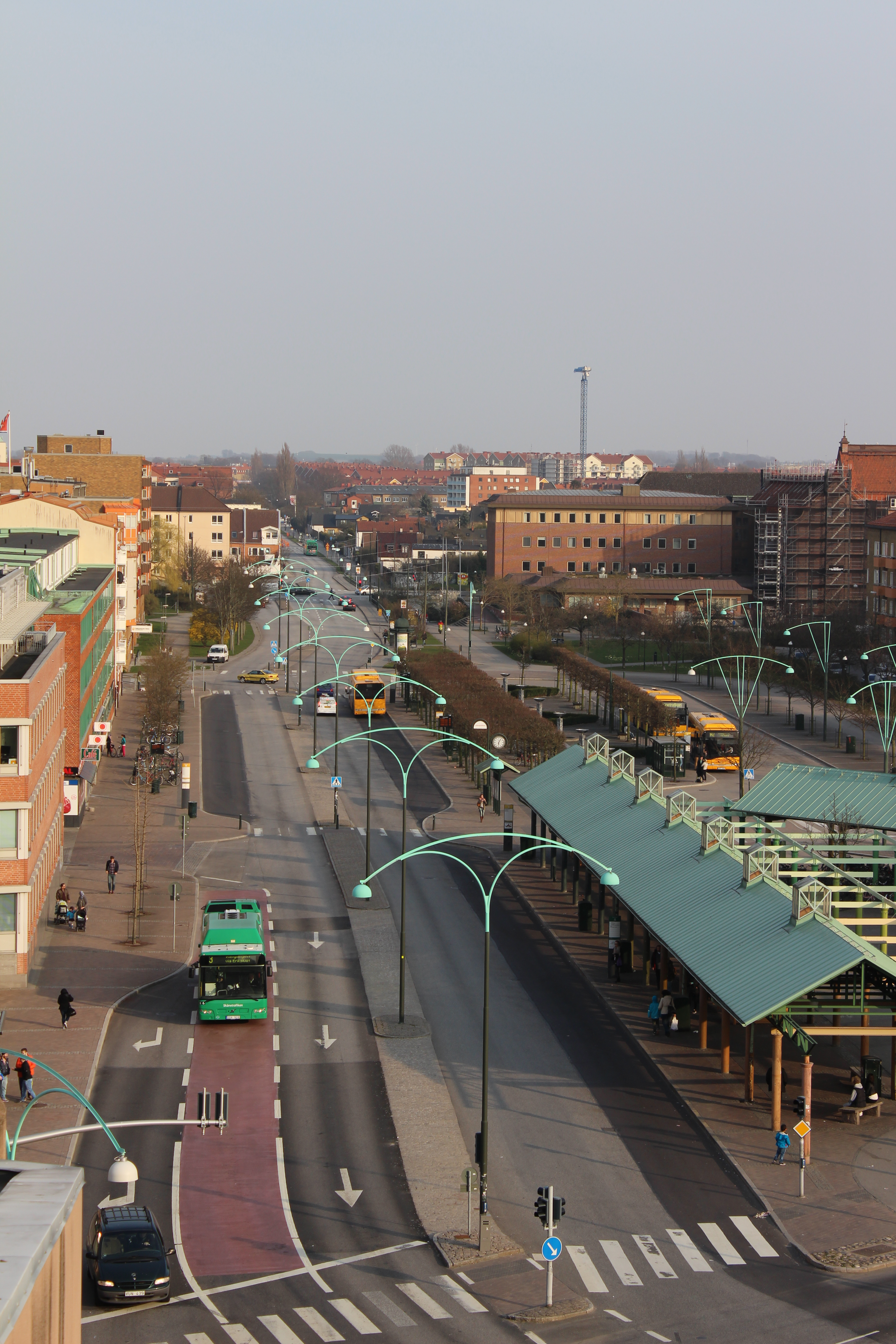
Spårvägsgatan vid Södervärn.

Spårvägsgatan är en starkt trafikerad gata som vid Södervärn i Malmö sträcker sig från Södra Förstadsgatan, där den även ansluter till Carl Gustafs väg, till Nobelvägen, där den fortsätts av Lönngatan.
Gatan löper parallellt med den 1874 tillkomna Malmö-Ystads Järnvägs gamla sträckning på platsen. I samband med tillkomsten av Malmö-Trelleborgs Järnväg 1886 byggdes även Södervärns järnvägsstation där, vilken 1887 även blev den södra ändhållplatsen för den av Malmö Spårvägs AB bedrivna hästspårvägstrafiken. Spårvägsbolagets kontorsbyggnad var belägen i en mindre byggnad i gatans nordvästra del (den dåvarande vagnhallen låg på andra sidan Södra Förstadsgatan i den tegelbyggnad som under många år inrymde auktionskammaren). Namnet Spårvägsgatan fastställdes 1889 av magistraten.
Spårvägen elektrifierades 1907 och efter förlängningen av linje 1 till Sofielund 1915 trafikerades hela gatans sträckning av spårvagnar. Spårvägstrafiken i gatan upphörde i samband med högertrafikomläggningen 1967 och efter att den sista rälsbussen till Falsterbo gått 1971 har gatubilden förändrats totalt. Järnvägsområdet har byggts om till en modern busstation och all äldre bebyggelse har ersatts med moderna fastigheter (Malmö Spårvägs AB:s gamla kontorsbyggnad fanns i kraftigt ombyggt skick kvar ännu på 1980-talet, men numera har  Försäkringskassan en ny byggnad där). Gatan har även breddats och den sydöstra delen förskjutits något söderut.